# Campeonato Sudamericano de Voleibol Femenino de 1993
La XX edición del Campeonato Sudamericano de Voleibol Femenino fue realizado en 1993 en la ciudad de Cuzco, al sur de Perú.

## Podio
| Perú            |
| Campeón         |
| Perú 12º Título |

| Brasil     |
| Subcampeón |
| Brasil     |

| Venezuela |
| 3º Lugar  |
| Venezuela |

## Fase final

### Final 1° y 3° puesto
|  | Semifinales | Semifinales |   |           | Final     | Final |  |
|  |             |             |   |           |           |       |  |
|  |             |             |   |           |           |       |  |
|  |             |             |   |           |           |       |  |
|  | Perú        | 3           |   |           |           |       |  |
|  | Venezuela   | 0           |   |           |           |       |  |
|  |             |             |   |           |           |       |  |
|  |             |             |   |           |           |       |  |
|  |             |             |   |           | Perú      | 3     |  |
|  |             | Brasil      | 1 |           |           |       |  |
|  |             |             |   |           |           |       |  |
|  |             |             |   |           |           |       |  |
|  |             |             |   |           | 3º puesto |       |  |
|  |             |             |   |           |           |       |  |
|  | Brasil      | 3           |   | Venezuela | 3         |       |  |
|  | Colombia    | 0           |   |           | Colombia  | 1     |  |

| Fecha    | Juego | Juego | Juego  | Parciales | Parciales | Parciales | Parciales | Parciales |
| Fecha    | Juego | Juego | Juego  | 1         | 2         | 3         | 4         | 5         |
| -------- | ----- | ----- | ------ | --------- | --------- | --------- | --------- | --------- |
| 20/11/93 | Perú  | 3-1   | Brasil | 16-14     | 5-15      | 15-1      | 15-10     | -         |

## Posiciones finales
| Pos | Equipo    |
| --- | --------- |
|     | Perú      |
|     | Brasil    |
|     | Venezuela |
| 4   | Colombia  |
| 5   | Chile     |
| 6   | Uruguay   |

| Predecesor: Brasil 1991 | Campeonato Sudamericano de Voleibol Femenino XX edición | Sucesor: Brasil 1995 |

- Datos: Q2659709